# 魔歯
魔歯（まし）とは、生まれた時から既に生えている（基本的にヒトの）歯のことで、生後2か月以内に生えるものも含む（※矛盾する事実：生後1か月以内に生えてきた歯を新生児歯〈しんせいじし、en:neonatal teeth〉という）。病理学上は先天性歯（せんてんせいし、英語：congenital tooth）といい、略して先天歯ともいう。また、俗称としては、魔歯のほか、鬼歯（おにば）ともいう。

## 概要
魔歯は乳歯の異常ゆえに、白くきれいな歯ではないことが多く、表面のエナメル質が薄くもろい性質をもつ。また、歯の付け根ももろく、自然に抜けることが多い。授乳の障害になったり、舌の下に当たることで傷ついたり、潰瘍（リガ・フェーデ病）を作る原因になることもあるため、抜歯を行うこともある（抜けた場合には、その乳歯は生えてこないが、永久歯は生えてくる）。
魔歯を持っていた著名人の例としては、フランス王ルイ14世は生誕時（1638年9月5日）に2本の歯が生えていた。

## 関連用語
- 生歯（せいし） - 歯が生えること。
- 先天性歯（魔歯、鬼歯） - 乳歯 - 永久歯
- 欠損歯（先天性欠損歯、後天性欠損歯）
- 先天性無歯症 (congenital anodontia、cf. en:anodontia)